# Zona franco

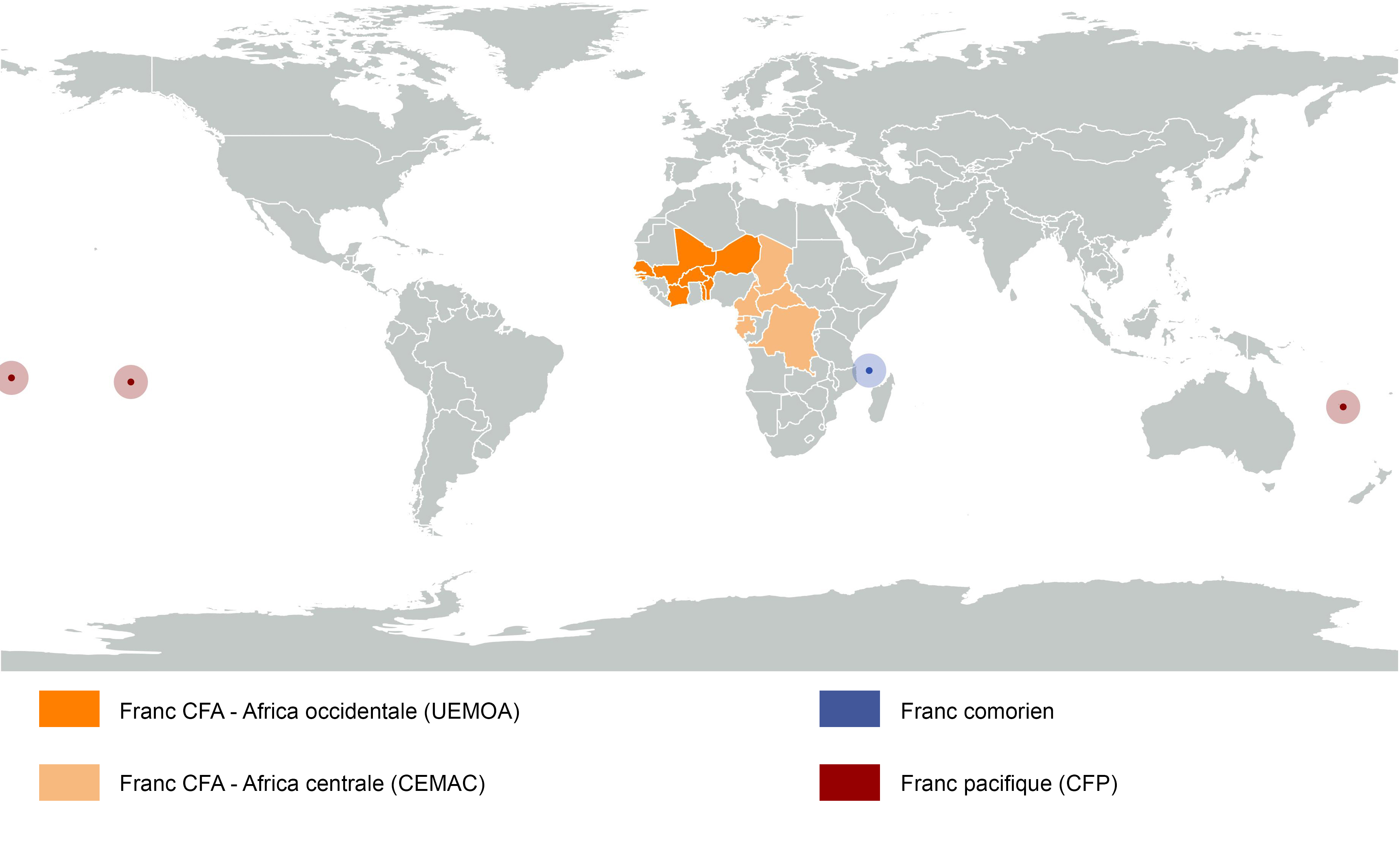

La zona franco sono territori, organizzate in quattro zone geopolitiche dove sono utilizzate delle valute che erano in passato legate al franco francese (antiche colonie o territori d'oltremare) e che oggi sono legate all'euro da un sistema di parità fissa garantita dal Trésor français.

## Descrizione
Queste valute sono il risultato della politica di cooperazione monetaria della Banca di Francia e delle Banche Centrali delle antiche colonie, grazie a degli accordi.
Il Franco CFP corrisponde a una zona sotto la sovranità francese ed è emesso da un ente pubblico francese, l'Institut d'Emission d'Outre-Mer (IEOM).
La Banca di Francia gestisce questo insieme sotto il concetto di «zona franco».
Gli esperti denunciano anche il franco CFA come simbolo del persistente predominio monetario francese in Africa.

## Zone franco
Quattro zone geopolitiche sono interessate da queste disposizioni:
| Valuta                                    | ISO 4217 | Banca | Zona | Parità (FRF) fino al 31/12/1998                            | Parità (EUR) dal 01/01/1999                                      | Data di parità |
| ----------------------------------------- | -------- | ----- | --- | ---------------------------------------------------------- | ---------------------------------------------------------------- | -------------- |
| Franc CFA dell'UEMOA                      | XOF      | BCEAO | Africa occidentale : - Benin - Burkina Faso - Costa d'Avorio - Guinea-Bissau - Mali - Niger - Senegal - Togo | 1 XOF = 0,010 FRF 1 FRF = 100,000 XOF                      | 1 XOF = 0,00152449 EUR 1 EUR = 655,957 XOF                       | 1994           |
| Franc CFA della CEMAC                     | XAF      | BEAC  | Africa centrale : - Camerun - Ciad - Gabon - Guinea Equatoriale - Rep. Centrafricana - Rep. del Congo        | 1 XAF = 0,010 FRF 1 FRF = 100,000 XAF                      | 1 XAF = 0,00152449 EUR 1 EUR = 655,957 XAF                       | 1994           |
| Franc comorien                            | KMF      | BCC   | - Comore | 1 KMF = 0,013 FRF 1 FRF = 75,000 KMF                       | 1 KMF = 0,00203265 EUR 1 EUR = 491,96775 (1 EUR ≈ 491,968 KMF)   | 1994           |
| Franc pacifique (Franc CFP) (F NC e F PF) | XPF      | IEOM  | Francia (Pacifico) : - Nuova Caledonia - Polinesia francese - Wallis e Futuna                                | 100 XPF = 5,50 FRF (1 XPF = 0,055 FRF) 1 FRF ≈ 18,1818 XPF | 1.000 XPF = 8,38 EUR (1 XPF = 0,00838 EUR) 1 EUR ≈ 119,33174 XPF | 1949           |